# Aliza
Aliza – wieś w Rumunii, w okręgu Satu Mare, w gminie Terebești. W 2011 roku liczyła 43 mieszkańców.